# Montanhas Eranos
As montanhas Eranos (em armênio: Երանոսի լեռներ; romaniz.: Eranosi leṙner) são uma cadeia de montanhas na parte norte da província de Ararate, na Armênia, imediatamente ao sul do vale do rio Azate. Sua origem é fragmentária e dobrada. Possui encostas íngremes e irregulares. Na metade ocidental fica o monte Eranos, a oito quilômetros a nordeste da aldeia de Lanjazate. Atinge a sua maior elevação na parte oriental, a cerca de 1 900 metros.